# Pou cec

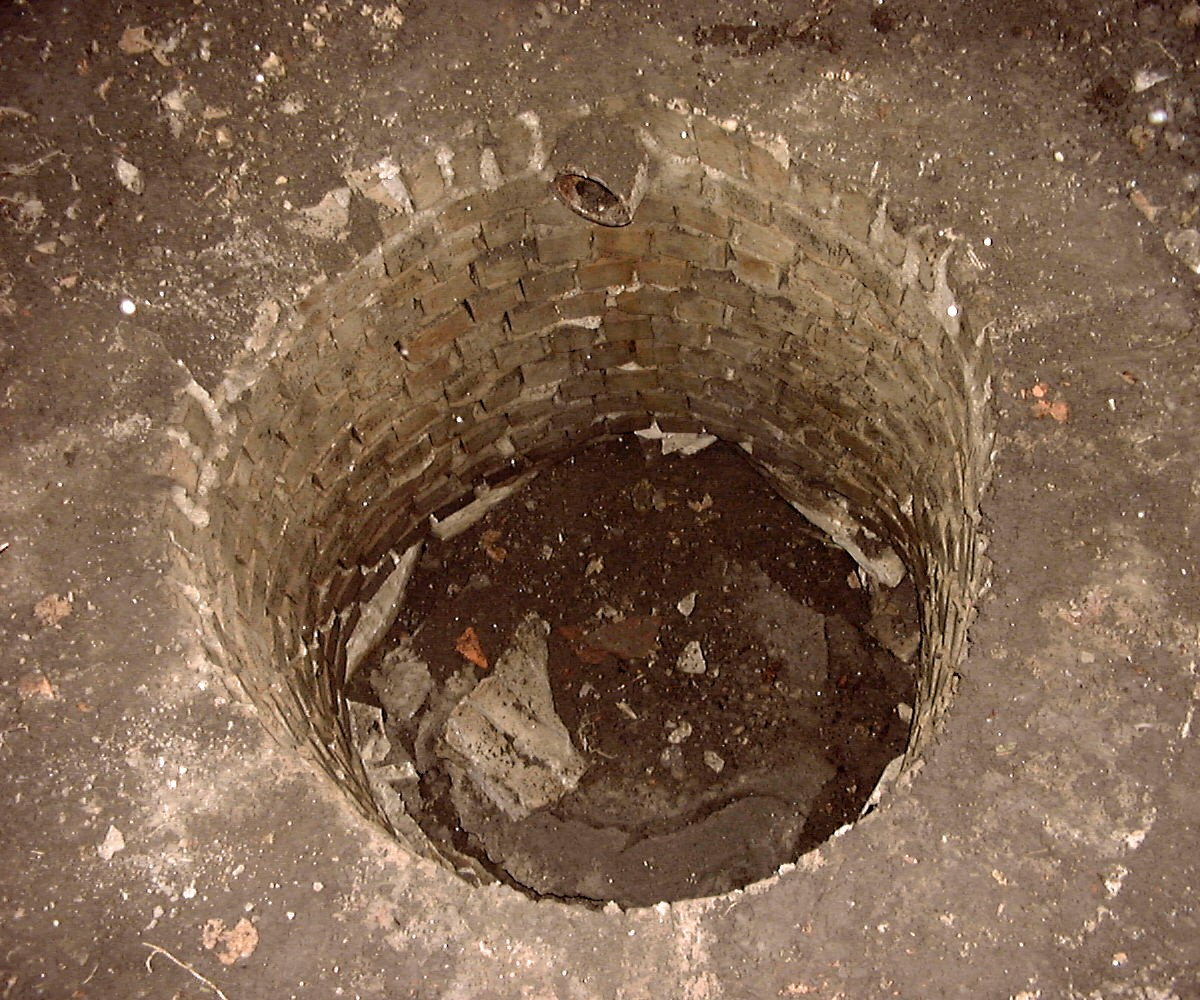
Un antic pou cec

Un pou cec o pou negre és una excavació en el terreny en forma de pou, cobert de parets perforades que rep la descàrrega de les aigües negres. Mentre que la part líquida es filtra en el terreny, la sòlida queda retinguda fins que es descompon per efecte bacterià. La profunditat màxima del pou cec està determinada per la napa freàtica; si el pou arriba fins a la napa, la contamina.
A partir del segle xix, les legislacions ambientals de diferents països van imposar limitacions a la construcció de pous negres. La seva utilització va ser restringida a zones sense clavegueram; en aquests casos, és necessària la construcció d'una cambra sèptica, que rep les aigües negres, i on es produeix la decantació de la matèria sòlida. De la cambra sèptica surten les aigües negres, amb escassa matèria sòlida, que acaben en el pou cec.
La cambra sèptica, a diferència del pou cec, està construïda amb materials impermeables i s'ha de buidar quan se satisfà la seva capacitat.